# Concierto para viola (Harbison)
El Concierto para viola y orquesta es un concierto para viola del compositor estadounidense John Harbison. La obra fue encargada por la Orquesta de Cámara de Saint Paul, la Orquesta de Cámara de Los Ángeles y la Orquesta Sinfónica de Nueva Jersey con contribuciones de Meet The Composer y Reader's Digest. Fue interpretada por primera vez por Jaime Laredo y la Orquesta Sinfónica de Nueva Jersey bajo la dirección de Hugh Wolff el 18 de mayo de 1990.

## Composición

### Contexto
Harbison tuvo un interés temprano por la viola y la describía como su "instrumento preferido" cuando era niño. Más tarde escribió en las notas del programa de la partitura: "Tenía un tamaño extraño imponente, una calidad de tono ligeramente melancólica, algo velada; y parecía siempre en el medio de las cosas, un buen punto de vista para un compositor (que yo ya quería ser)." Sin embargo, Harbison recibió la indicación de comenzar a estudiar primero el violín debido al tamaño más pequeño del instrumento. Recordó: "Cuando quedó claro que nunca tendría manos grandes, insistí en cambiar [a la viola] de todos modos y mi primer verano como violista lo pasé en un grupo informal de música de cámara tocando cuartetos de Haydn. Ese verano en Princeton, Nueva Jersey, lo recuerdo como el más feliz, la compañía de mi amigo John Sessions en el cuarteto, la maravillosa música que estábamos explorando y las ricas posibilidades del instrumento que siempre había querido tocar". Harbison dijo que "nunca se convirtió en un violista sobresaliente", pero comentó: "Cuando se trataba de escribir un concierto para viola, escribí para el violista que nunca fui, el verdadero solista, y para los timbres instrumentales sentí que eran más típicos del instrumento, su voz de tenor y alto, en lugar de sus agudos poco naturales."
El compositor describió además el concierto, diciendo: "La pieza se mueve de la interioridad a la efervescencia y del lenguaje armónico ambiguo y cambiante a una especie de tonalidad. Dentro de este amplio escenario había lugar para el tipo de paradojas que disfruto: un primer movimiento en el que nada parece capaz de repetirse seguido de uno con repeticiones literales, un tercer movimiento de gran simplicidad formal y métrica seguido de un final lleno de intrincadas modulaciones métricas."

### Estructura
El concierto tiene una duración aproximada de 20 minutos y está organizado en cuatro movimientos:
1. Con moto, rubato
2. Allegro brillante
3. Andante
4. Molto Allegro, gioioso

### Instrumentación
La obra está escrita para viola solista y orquesta compuesta por dos flautas (segundo flautín), dos oboes (segundo corno inglés), clarinete, clarinete bajo, dos fagotes (segundo contrafagot), dos trompas, dos trompetas, timbales, percusión, celesta, arpa y cuerdas.

## Recepción
El concierto para viola ha sido elogiado por la crítica musical. Al revisar el estreno mundial, James R. Oestreich de The New York Times escribió:

Los movimientos rápidos, especialmente el segundo dinámico y el cuarto nervioso, son tensos y apasionantes. El tercer movimiento del Adagio -quizás el himno del Sr. Harbison a la viola- se mueve en un episodio central parecido a un himno, pero eventualmente las peregrinaciones del solista llegan a parecer un poco indulgentes. El final llamativamente pone a Stravinsky de cabeza, mientras una manera neoclásica quebradiza y pulida se vuelve cada vez más invadida por ásperas interjecciones rítmicas hasta que al final emerge el primitivismo de Sacre du Printemps.

Andrew Farach-Colton de Gramophone comparó favorablemente la obra con el Concierto para viola de Walter Piston y escribió: "El Concierto de Harbison tiene un estado de ánimo aún más oscuro, aunque tiene una partitura más luminosa". Añadió: "El primer movimiento tiene un aire de improvisación (nótese, por ejemplo, el chirrido espontáneo de los instrumentos de viento que acompañan el solo de apertura de la viola) que contrasta con el carácter obsesivo del breve movimiento similar al scherzo que sigue. El compositor escribe que el concierto 'pasa de la interioridad a la efervescencia y de un lenguaje armónico ambiguo y cambiante a la tonalidad', una estructura dramática similar a la de Piston". En 2009, el músico Mark Swed de Los Angeles Times dijo que la pieza "no recibe la atención que merece".